# Pavão (calciatore)
Pavão, pseudonimo di Fernando Pascoal das Neves (Chaves, 12 luglio 1947 – Porto, 16 dicembre 1973), è stato un calciatore portoghese, di ruolo centrocampista.

## Carriera
Il suo pseudonimo ("pavone") era ispirato all'abitudine di aprire le braccia nell'atto di dribblare l'avversario. Morì prematuramente, a 26 anni, durante una partita, a causa di una stenosi aortica. Giocò per tutta la sua breve carriera da professionista col Porto, con cui vinse una Coppa nazionale nel 1968.